# O-Zone
O-Zone là một bộ ba nhạc sàn Moldova hoạt động từ năm 1998 đến năm 2005 và bao gồm Dan Balan, Radu Sîrbu, và Arsenie Todiraș. Nhóm đã đạt được sự nổi tiếng toàn cầu với bài hát "Dragostea Din Tei"  và album DiscO-Zone tiếp theo của họ. Nhóm đã tái hợp vào năm 2017 cho 2 buổi hòa nhạc ở Chisinau và Bucharest, và sau đó là vào đầu năm 2020.

## Lịch sử

### 1998–2001: Hình thành và những năm đầu
O-Zone được hình thành bởi Dan Bălan và Petru Jelihovschi vào năm 1998.  Họ phát hành album đầu tiên của họ, Dar, Unde Ești..., vào năm 1999. Tuy nhiên, Jelihovschi không có ý định phát triển sự nghiệp âm nhạc của mình, nên anh quyết định rời đi. Bălan sau đó đã tổ chức buổi thử giọng để tìm thành viên mới cho ban nhạc. Tại đây anh đã gặp Arsenie "Arsenium" Todiraş, người đã khuất phục được những hoài nghi của Bălan với bài hát "Love Me Tender của Elvis Presley. Bălan và Arsenium đáng nhẽ ra sẽ hoạt động như một bộ đôi nếu như Bălan không nhận được cuộc gọi từ Radu Sîrbu, người muốn có cơ hội thử giọng cho nhóm. Bălan đồng ý mặc dù Sîrbu đã bỏ lỡ buổi thử giọng đầu tiên, và sau một buổi thử giọng thành công của Sîrbu, O-Zone chính thức trở thành một bộ ba.

### 2002–2004: Vươn lên thành công
Năm 2002, O-Zone chuyển từ Moldova đến Bucharest, Romania, với hy vọng sẽ nhận được nhiều sự chú ý. Họ ngay lập tức gây được sự chú ý với bản nhạc "Despre Tine" ("About You") chiếm giữ vị trí đầu tiên trên bảng xếp hạng Romanian Top 100 trong 3 tuần vào tháng 2 năm 2003. Bản hit thứ 2 của họ, "Dragostea Din Tei", tạm dịch là "Tình yêu từ cây Linden", đã thu hút được sự chú ý trên toàn thế giới. Bản nhạc nhanh chóng trở nên nổi tiếng ở Romania và thống trị bảng xếp hạng Romanian Top 100 trong suốt 4 tuần vào tháng 9 năm 2003. Đến gần cuối năm 2003, bản nhạc mới dần dần lắng xuống. Tuy nhiên bài hát này lại rất nổi tiếng ở Italy qua bản cover lại của nhóm nhạc Haiducii. Arsenie Todiraş sau đó đã nói lại rằng, vào thời điểm đó, mặc dù việc hát lại không phải là bất hợp pháp, nhưng nhóm cảm thấy như bị phản bội bởi Haiducii đã không nhận được sự đồng ý của họ về việc hát lại bài hát. Tuy nhiên, sự thành công của bản hát lại khiến mọi người tò mò về nhóm nhạc đã trình diễn bản gốc, cuối cùng dẫn đến một hãng thu âm ở Italy mang tên Time Records đã đề nghị kí với O-Zone hợp đồng thời hạn một năm. Sau một thời gian được phát hành ở Italy, bài hát được phát hành ở nhiều các nước châu Âu khác dưới bởi Polydor Records và nhanh chóng trở thành bản hit.
"Dragostea Din Tei" chiếm lĩnh ngôi đầu bảng xếp hạng đĩa đơn của rất nhiều các quốc gia châu Âu trong năm 2004. Bài hát lọt được vào top 10 ở nhiều quốc gia khác, bao gồm cả ở Vương quốc Anh, đạt vị trí thứ ba trên bảng xếp hạng đĩa đơn. Việc phát hành lại bài hát "Despre Tine" vào năm 2004 từ cùng một album cũng có thành công tương tự xuyên suốt châu Âu.
Tuy nhận được khá nhiều giải bạch kim ở châu Âu, O-Zone chưa bao giờ vào được bảng xếp hạng single Billboard Hot 100 của Hoa Kỳ, mặc dù đã đạt đến vị trí thứ 14 trên bảng xếp hạng Hot Dance Airplay.  Nhờ video Numa Numa Dance mà Dragostea din tei" cũng được để ý tới ở Hoa Kỳ, tuy nhiên, bài hát có số lượt nghe khá cao, hầu hết người Mỹ biết nó dưới tên "Numa Numa Song" chứ không biết tên của bài hát gốc hay nhóm nhạc thể hiện. "Dragostea din tei" cũng được sử dụng trong bài hát "Live Your Life" của T.I. và Rihanna. Bản nhạc sau đó đã chiếm lĩnh bảng xếp hạng Billboard Hot 100 trong cuối năm 2008.

### 2005: O-Zone tan rã
Ngày 13 tháng 1 năm 2005, mặc dù vẫn còn rất nổi tiếng, O-Zone tuyên bố giải tán nhóm với lý do cá nhân. Concert ở châu Âu cuối cùng của họ được tổ chức ở lễ hội âm nhạc Golden Stag năm 2005 tại Romania.
Cũng trong năm 2005, hãng nhạc Nhật Bản Avex Trax đã giành được quyền phát hành nhạc của O-Zone tại Nhật Bản và phát hành album DiscO-Zone  vào tháng 8 năm 2005. Album với bài hát chủ đề "Dragostea din tei" đạt thành công lớn ở Nhật Bản. Album đạt thứ hạng đầu trong bảng xếp hạng album Oricon, có doanh thu hơn 800.000 bản trong năm 2005 và trở thành album phổ biến thứ 12 của năm 2005 , một phần cũng vì album được tái phát hành tới 2 lần bởi Avex Trax. DiscO-Zone nằm trên bảng xếp hạng Oricon weekly albums tới hơn 1 năm và bán được hơn 1 triệu bản tất cả.